# Iodotoluène
L'iodotoluène ou iodométhylbenzène est un composé aromatique de formule C7H7I. Il est constitué d'un cycle benzénique substitué par un groupe méthyle et un atome d'iode. Comme tous les benzènes disubstitués, il existe sous la forme de trois isomères structuraux, les composés ortho, méta et para, selon la position relative des deux substituants sur le cycle.
L'iodure de benzyle, parfois appelé α-iodotoluène, est un isomère des iodotoluènes où l'iode est substitué sur le groupe méthyle, mais il n'est pas considéré à proprement parler comme un iodotoluène.

## Propriétés
| Iodotoluène                               |                                                       |                                                      |                                                      |
| Nom                                       | 2-Iodotoluène                                         | 3-Iodotoluène                                        | 4-Iodotoluène                                        |
| Autres noms                               | 1-Iodo-2-méthylbenzène o-iodotoluène orthoiodotoluène | 1-Iodo-3-méthylbenzène m-iodotoluène métaiodotoluène | 1-Iodo-4-méthylbenzène p-iodotoluène paraiodotoluène |
| Représentation                            |                                                       |                                                      |                                                      |
| Numéro CAS                                | 615-37-2                                              | 625-95-6                                             | 624-31-7                                             |
| ECHA                                      | 100.009.476                                           | 100.009.926                                          | 100.009.856                                          |
| PubChem                                   | 5128                                                  | 12268                                                | 12207                                                |
| Formule brute                             | C7H7I (C6H4ICH3)                                      | C7H7I (C6H4ICH3)                                     | C7H7I (C6H4ICH3)                                     |
| Masse molaire                             | 218,04 g mol−1                                        | 218,04 g mol−1                                       | 218,04 g mol−1                                       |
| État (CNTP)                               | liquide                                               | liquide                                              | solide                                               |
| Apparence                                 | liquide translucide brun foncé                        | liquide translucide jaune                            | solide                                               |
| Point de fusion                           |                                                       |                                                      | 33 à 35 °C                                           |
| Point d'ébullition                        | 211 °C                                                | 80 à 82 °C (13 hPa)                                  | 211,5 °C                                             |
| Masse volumique (25 °C)                   | 1,713 g·cm-3                                          | 1,698 g·cm-3                                         |                                                      |
| Point d'éclair (coupelle fermée)          | 90 °C                                                 | 83 °C                                                | 90 °C                                                |
| Coefficient de partage octanol/eau (LogP) | 3,710                                                 | 3,710                                                | 3,710                                                |
| SGH                                       | [ 1 ]                                                 | [ 2 ]                                                | [ 3 ]                                                |
| Phrases H et P                            | H315 et H319                                          | H315, H319 et H335                                   | H315, H319 et H335                                   |
| Phrases H et P                            | P305+P351+P338                                        | P302+P352 et P305+P351+P338                          | P302+P352 et P305+P351+P338                          |

Les composés ortho et méta ont des liquide translucides alors que le composé para est un solide. Cela peut s'expliquer par sa plus grande symétrie et le fait qu'il peut plus facilement former des liaisons intermoléculaires.

## Utilisations
Le 3-iodotoluène a servi dans la préparation de dérivés de l'indène.
Le 4-iodotoluène peut subir un couplage de Suzuki-Miyaura avec l'acide phénylboronique catalysé par une solution solide de nanotubes chargés en palladium dans (Ni,Mg)3Si2O5(OH)4, produisant du biphényle. Le 4-iodotoluène a également fait l'objet de recherches vis-à-vis de réactions de couplage catalysées au cobalt avec les thiophénols et les alcanethiols pour former des éthers de thiophénol, ainsi que par le couplage de Sonogashira avec le phénylacetylène catalysé par le palladium/cuivre .